# Ecpetala carnifasciata
Ecpetala carnifasciata är en fjärilsart som beskrevs av W. Warren 1899. Ecpetala carnifasciata ingår i släktet Ecpetala och familjen mätare. Inga underarter finns listade i Catalogue of Life.